# كتاب الغابة 2
كتاب الغابة 2 (بالإنجليزية: The Jungle Book 2)‏ هو فيلم مغامرة تم إنتاجه في أستراليا والولايات المتحدة وصدر في سنة 2003. من بطولة هالي جويل أوزمنت وجون غودمان وفيل كولنز وجون رايز-ديفيس.

## الميزانية والإيرادات
بلغت تكلفة إنتاج الفيلم حوالي 20 مليون دولار بينما حقق أرباحا تقدر بـ 135,703,599 دولار.

## وصلات خارجية
- كتاب الغابة 2 على موقع IMDb (الإنجليزية)
- كتاب الغابة 2 على موقع ميتاكريتيك (الإنجليزية)
- كتاب الغابة 2 على موقع روتن توميتوز (الإنجليزية)
- كتاب الغابة 2 على موقع نتفليكس (الإنجليزية)
- كتاب الغابة 2 على موقع قاعدة بيانات الأفلام العربية
- كتاب الغابة 2 على موقع ألو سيني (الفرنسية)
- كتاب الغابة 2 على موقع Turner Classic Movies (الإنجليزية)
- كتاب الغابة 2 على موقع أول موفي (الإنجليزية)
- كتاب الغابة 2 على موقع بوكس أوفيس موجو (الإنجليزية)
- كتاب الغابة 2 على موقع فيلمافينيتي (الإسبانية)